# Suniario II de Ampurias
Suniario II de Ampurias o Suniario II de Rosellón (en catalán Sunyer II d'Empúries o del Rosselló) (v 840 – 915), conde de Ampurias (862-915) y conde de Rosellón (896-915).
Hijo de Suniario I, obtuvo junto con su hermano Delá en 862 el condado de Ampurias, confiscado al conde rebelde Hunifredo de Gotia, ejerciendo un gobierno conjunto.
En 878 asistió al concilio de Troyes en el que fue destituido Bernardo de Gotia que tenía bajo su poder, desde el año 865, el condado del Rosellón. Este condado fue traspasado a Miró el Viejo que, al morir sin descendencia, lo heredó Suniario.
Suniario II, junto con su hermano Delá, pretendió ocupar el condado de Gerona pero su primo el conde de Barcelona Wifredo el Velloso, se lo impidió.
En 888 viaja a Orleans para rendir homenaje al rey Eudes. Y en 891 prepara una expedición contra los sarracenos enviando una flota de quince bajeles que llegaron hasta las proximidades de Almería, donde se terminó todo con una tregua.
Se casó con Ermerganda de cuya unión nacieron:
- Benció (? – v 916) Conde del Rosellón y conde de Ampurias
- Gausberto I de Ampurias (? – v 931), conde del Rosellón y conde de Ampurias
- Elmerat (? – v 920) obispo de Elne
- Guadal (? – v 947) obispo de Elne

| Predecesor: Hunifredo de Gotia | Conde de Ampurias 862 - 915  | Sucesor: Benció |
| Predecesor: Miró I             | Conde del Rosellón 896 - 915 | Sucesor: Benció |

- Datos: Q420535